# Strade Bianche femminile 2021
La Strade Bianche femminile 2021, settima edizione della corsa, valevole come prima prova dell'UCI Women's World Tour 2021 categoria 1.WWT, si svolse il 6 marzo 2021 su un percorso di 136 km, con partenza e arrivo a Siena, in Italia. La vittoria fu appannaggio dell'olandese Chantal Blaak, la quale completò il percorso in 3h54'40", alla media di 34,772 km/h, precedendo l'italiana Elisa Longo Borghini e la connazionale Anna van der Breggen.
Sul traguardo di Siena 85 cicliste, su 135 partite dalla medesima località, portarono a termine la competizione.

## Squadre e corridori partecipanti
| N.      | Cod. | Squadra                       |
| ------- | ---- | ----------------------------- |
| 1-6     | MOV  | Movistar Team Women           |
| 11-16   | MNX  | A.R. Monex Women's            |
| 21-26   | ALE  | Alé BTC Ljubljana             |
| 31-36   | VAI  | Aromitalia-Basso Bikes-Vaiano |
| 41-46   | BPK  | BePink                        |
| 51-56   | BTW  | Born To Win G20 Ambedo        |
| 61-66   | CSR  | Canyon-SRAM Racing            |
| 71-76   | WNT  | Ceratizit-WNT Pro Cycling     |
| 81-86   | FDJ  | FDJ Nouvelle-Aquitaine        |
| 91-96   | SBT  | Isolmant-Premac-Vittoria      |
| 101-106 | JVW  | Jumbo-Visma Women Team        |
| 111-116 | LIV  | Liv Racing                    |

| N.      | Cod. | Squadra                       |
| ------- | ---- | ----------------------------- |
| 121-126 | LSL  | Lotto-Soudal Ladies           |
| 131-136 | MAT  | Massi-Tactic Women Team       |
| 141-146 | PHV  | Parkhotel Valkenburg          |
| 151-156 | SER  | Servetto-Makhymo-Beltrami TSA |
| 161-166 | BEX  | Team BikeExchange             |
| 171-176 | DSM  | Team DSM                      |
| 181-186 | SDW  | Team SD Worx                  |
| 191-197 | TIB  | Team Tibco-SVB                |
| 201-206 | TOP  | Top Girls Fassa Bortolo       |
| 211-216 | TFS  | Trek-Segafredo                |
| 221-226 | VAL  | Valcar-Travel & Service       |

## Ordine d'arrivo (Top 10)
| Pos. | Corridore             | Squadra  | Tempo    |
| ---- | --------------------- | -------- | -------- |
| 1    | Chantal Blaak         | SD Worx  | 3h54'40" |
| 2    | Elisa Longo Borghini  | Trek     | a 7"     |
| 3    | Anna van der Breggen  | SD Worx  | a 9"     |
| 4    | Annemiek van Vleuten  | Movistar | a 11"    |
| 5    | Cecilie Uttrup Ludwig | FDJ      | s.t.     |
| 6    | Demi Vollering        | SD Worx  | s.t.     |
| 7    | Marianne Vos          | Jumbo    | a 23"    |
| 8    | Marta Cavalli         | FDJ      | a 27"    |
| 9    | Katarz. Niewiadoma    | Canyon   | a 30"    |
| 10   | Ellen van Dijk        | Trek     | a 32"    |